# Constrictor
| 전문가 평가 | 전문가 평가 |
| 평가 점수   | 평가 점수   |
| 출처        | 점수        |
| ----------- | ----------- |
| Allmusic    | [ 3 ]       |

《Constrictor》는 1986년 9월 22일에 발매된 미국의 록 음악가 앨리스 쿠퍼의 아홉 번째 솔로 스튜디오 음반이다. 《DaDa》의 발매 이후 음악계에서 공백기를 보낸 쿠퍼는 3년 동안 은둔 생활을 했다. 그는 두 곡을 쓴 공포 영화인 《몬스터 독》에 출연했다. 그는 또한 트위스티드 시스터의 노래 〈Be Chrool to Your Scuel〉에 게스트로 참여했다. 《Constrictor》는 앨리스 쿠퍼의 첫 번째 음반으로 케인 로버츠는 기타, 킵 윙거가 베이스 기타, 그리고 데이비드 로젠버그가 드럼에 참여한 유일한 음반이다.
이 음반은 쿠퍼가 이전에 발매한 두 개의 《Zipper Catches Skin》과 《DaDa》가 빌보드 200에 진입하지 못하자 59위로 다시 차트에 올랐다.

## 배경
공포 시리즈인 《13일의 금요일》은 이 시간 동안 쿠퍼와 팀을 이뤄 최신 영화의 주제곡을 제작했다. 〈He's Back (The Man Behind the Mask)〉은 《13일의 금요일 6》을 위해 작곡되었고 스웨덴에서 1위를 차지했다. 이 영화에는 《Constrictor》의 〈Teenage Frankenstein〉과 〈Hard Rock Summer〉도 포함되었는데, 이 중 후자는 음반에 포함되지 않았다.
트랙 〈The Great American Success Story〉는 로드니 데인저필드의 영화 《백 투 스쿨》의 주제곡으로 의도된 것이 분명하지만, 실제로 사용되지 않았다.
〈He's Back (The Man Behind the Mask)〉의 데모는 최종 음반 버전과는 완전히 달랐다. 〈He's Back〉 데모의 재작업된 버전이 대신 〈Trick Bag〉으로 음반에 상륙했다. 《13일의 금요일 6》에 피처링한 〈He's Back〉은 음반 버전에서 리믹스되었다.

## 곡 목록
모든 곡들은 특별한 언급이 없는 한 앨리스 쿠퍼와 케인 로버츠에 의해 작사/작곡하였다.
| #   | 제목                                    | 작사·작곡                   | 재생 시간 |
| --- | --------------------------------------- | --------------------------- | --------- |
| 1.  | 〈Teenage Frankenstein〉                |                             | 3:40      |
| 2.  | 〈Give It Up〉                          |                             | 4:13      |
| 3.  | 〈Thrill My Gorilla〉                   |                             | 2:56      |
| 4.  | 〈Life and Death of the Party〉         |                             | 3:45      |
| 5.  | 〈Simple Disobedience〉                 |                             | 3:30      |
| 6.  | 〈The World Needs Guts〉                |                             | 3:59      |
| 7.  | 〈Trick Bag〉                           | 쿠퍼, 로버츠, 톰 켈리       | 4:18      |
| 8.  | 〈Crawlin'〉                            | 쿠퍼, 로버츠, 미하엘 바제너 | 3:22      |
| 9.  | 〈The Great American Success Story〉    | 쿠퍼, 로버츠, 보우 힐       | 3:38      |
| 10. | 〈He's Back (The Man Behind the Mask)〉 | 쿠퍼, 로버츠, 켈리          | 3:49      |

## 인증
| 국가                       | 인증 | 판매량/출하량 |
| -------------------------- | ---- | ------------- |
| 캐나다 (뮤직 캐나다)       | 골드 | 50,000^       |
| ^출하량을 기반으로 한 인증 |      |               |